# Magnetická indukce
Magnetická indukce je vektorová fyzikální veličina, která vyjadřuje silové účinky magnetického pole na pohybující se částici s nábojem nebo magnetickým dipólovým momentem. Je to hlavní veličina sloužící ke kvantitativnímu popisu mag. pole. Magnetická indukce není vektorem pravým, ale tzv. axiální vektor, protože její směr se nemění při prostorové inverzi souřadnic. Hodnota vektoru mag. indukce obecně závisí na poloze v prostoru, takže tvoří vektorové pole.
S magnetickou indukcí souvisí vektorová veličina intenzity magnetického pole, taktéž používaná k popisu magnetického pole, která však může mít v látkovém prostředí velmi odlišný charakter.

## Značení a jednotky
- Doporučená značka veličiny: B [pozn. 1]
- Jednotka v soustavě SI: tesla, značka T
- V základních jednotkách: kg·s−2·A−1
- Další jednotky: Wb·m−2, N·A−1·m−1

## Silové účinky magnetického pole

Silové působení magnetického pole na pohybující se náboj

Pohybuje-li se bodový náboj Q, rychlostí v v daném místě magnetického pole určeném polohovým vektorem r, obecně na něj působí magnetická síla F, jejíž velikost závisí kromě jiného i na směru pohybu náboje. Velikost magnetické indukce B v bodě r lze definovat jako velikost maximální – maximum přes směr pohybu náboje – síly Fmax působící na tento náboj, která připadá na jednotkovou hodnotu Q·v, tzn.
{\displaystyle B={\frac {F_{\max }}{Q\,v}}}.
Směr vektoru B(r) je pak definován jako směr kolmý jak ke směru pohybu náboje tak k působící síle Fmax. Tímto je až na orientaci určena mag. indukce v daném bodě r. Bylo zjištěno, že mezi mag. indukcí a magnetickou silou F platí následující vztah – jde o mag. složku Lorentzovy síly:
{\displaystyle \mathbf {F} =Q\,\mathbf {v} \times \mathbf {B} }     (kde {\displaystyle \times } je vektorový součin).
Orientace vektoru B(r) je tedy zvolena tak, aby platila uvedená rovnice. Vztah mezi orientací magnetické indukce a mag. síly je proto dán použitým vektorovým součinem, což znamená podle pravidla pravé ruky nebo v tomto případě také podle Flemingova pravidla levé ruky.

Elektrický proud je pohyb rovnoměrně rozloženého náboje, proto magnetická síla působí rovněž na vodič jímž protéká elektrický proud. Toto silové působení lze odvodit následujícím postupem:
Po úpravě vhodně zvoleného diferenciálního tvaru výše uvedeného vztahu pro mag. sílu:
{\displaystyle \mathrm {d} \mathbf {F} =\mathrm {d} Q\,\mathbf {v} \times \mathbf {B} ={\frac {\mathrm {d} Q}{\mathrm {d} t}}\,\,\mathrm {d} t\,\mathbf {v} \times \mathbf {B} =I\,\mathrm {d} \mathbf {r} \times \mathbf {B} }
(použily se definiční vztahy  I=dQ/dt  a  v=dr/dt,   I je el. proud, t čas, r poloha)
A následné integraci tohoto upraveného vztahu vyjde následující rovnice:
{\displaystyle \mathbf {F} =I\int _{\mathrm {k} }\mathrm {d} \mathbf {l} \times \mathbf {B} },
kde I je proud protékající vodičem zanedbatelného průřezu, k je parametrická křivka odpovídající tvaru tohoto vodiče, orientovaná ve směru proudu, dl orientovaný element její délky, a integrál jde přes celou křivku k.
Tento vztah se nazývá Ampérův zákon pro sílu v magnetickém poli.
V případě, že je magnetické pole homogenní a úsek vodiče v něm umístěný je přímý (rovný), lze tento zákon zjednodušit na tvar
{\displaystyle \mathbf {F} =I\,\mathbf {l} \times \mathbf {B} },
kde l je délka a směr tohoto úseku vodiče.

## Definice
Výše uvedené vztahy se používají k současné definici veličiny magnetické indukce i její hlavní jednotky v SI:
- Magnetická indukce je vektorová veličina, jejíž vektorový součin s proudovým elementem se rovná síle, kterou magnetické pole působí na tento element.[1]
- Definice jednotky tesla (1 T) v soustavě SI: Homogenní magnetické pole má magnetickou indukci 1 T, působí-li na přímý vodič s aktivní délkou 1 m kolmý k indukčním čárám a protékaný stálým proudem 1 A silou 1 N.

## Vznik magnetického pole
Pohybující se elektrický náboj nejen podléhá silovým účinkům mag. pole, ale také toto pole vytváří.
Magnetické pole však nevzniká pouze při pohybu el. náboje, ale také při změně elektrického pole. Elektrické a magnetické pole jsou dvě tváře elektromagnetického pole a to je souhrnně popsáno tzv. Maxwellovými rovnicemi spolu s materiálovými vztahy. Ke vzniku magnetického pole se vztahují 1. a 4. Maxwellova rovnice. První rovnice popisuje zdroje pole a čtvrtá rovnice vyjadřuje skutečnost, že neexistují žádné magnetické náboje a tedy, že mag. pole je výhradně pole vírové. První Maxwellova rovnice však nepoužívá jako veličinu popisující mag. pole magnetickou indukci, nýbrž veličinu intenzita magnetického pole, která je s mag. indukcí spjata vztahem
{\displaystyle \mathbf {B} =\mu _{0}(\mathbf {H} +\mathbf {M} )},
kde {\displaystyle \mu _{0}} je permeabilita vakua a M je magnetizace, vyjadřující příspěvek prostředí k výslednému mag. poli.
Magnetické pole se dělí především na stacionární – neměnné v čase a nestacionární, které je v čase
proměnlivé. Nestacionární mag. pole způsobuje vznik vírového elektrického pole. Speciálním případem stacionárního mag. pole je pole magnetostatické, které vytvářejí zmagnetované látky, např. (permanentní) magnety. Další informace a podrobnosti jsou uvedeny v článku Magnetické pole.
Jednou z elementárních možností vzniku mag. pole (v tomto případě nestacionárního) je pohyb bodového el. náboje konstantní rychlostí. Takto vznikající magnetické pole lze vyjádřit vztahem
{\displaystyle \mathbf {B} (\mathbf {r} )=\mu _{0}\,\varepsilon _{0}\,\mathbf {v} \times \mathbf {E} (\mathbf {r} )},
kde v je rychlost pohybu bodového náboje vůči bodu r, E(r) je intenzita elektrického pole tohoto náboje v bodě r, {\displaystyle \mu _{0}} je permeabilita vakua a {\displaystyle \varepsilon _{0}} je permitivita vakua.
Označíme-li velikost tohoto náboje Q a jeho polohu jako rq, potom elektrickou intenzitu vytvářenou nábojem v bodě r vyjadřuje rovnice
{\displaystyle \mathbf {E} (\mathbf {r} )={\frac {1}{4\pi \varepsilon _{0}}}\,{\frac {Q\,(\mathbf {r} -\mathbf {r} _{q})}{{|\mathbf {r} -\mathbf {r} _{q}|}^{3}}}}.
Po dosazení této rovnice do výše uvedeného vztahu pro mag. indukci dostaneme takzvaný Biotův–Savartův zákon pro bodový náboj:
{\displaystyle \mathbf {B} (\mathbf {r} )={\frac {\mu _{0}}{4\pi }}\,{\frac {Q\,\mathbf {v} \times (\mathbf {r} -\mathbf {r} _{q})}{{|\mathbf {r} -\mathbf {r} _{q}|}^{3}}}}.
Obdobným způsobem, jaký je použit výše na odvození vztahu pro mag. sílu působící na vodič s proudem, lze z B.–S. zákona pro bodový náboj odvodit Biotův–Savartův zákon (v základní podobě):
{\displaystyle \mathbf {B} (\mathbf {r} )={\frac {\mu }{4\pi }}\,I_{\mathrm {z} }\int _{\mathrm {z} }{\frac {\mathrm {d} \mathbf {r} _{\mathrm {z} }\times (\mathbf {r} -\mathbf {r} _{\mathrm {z} })}{{|\mathbf {r} -\mathbf {r} _{\mathrm {z} }|}^{3}}}},
kde {\displaystyle \mu } je permeabilita prostředí, kterým může být vakuum nebo lineární homogenní magnetikum, Iz je proud protékající vodičem zanedbatelného průřezu, jehož tvar (po zanedbání průřezu) tvoří křivku {\displaystyle z}, které odpovídá parametrická křivka rz orientovaná ve směru protékajícího proudu.

## Příbuzné a související veličiny

### Magnetický (indukční) tok
Magnetický (indukční) tok vyjadřuje úhrnný tok magnetické indukce procházející určitou jednoduše souvislou plochou. Při názorném zobrazení pomocí indukčních čar je mírou celkového počtu indukčních čar procházejících touto plochou.

### Intenzita magnetického pole
K popisu magnetického pole se používá také Intenzita magnetického pole. Tato historicky starší veličina vznikla ve fluidové teorii magnetismu jako obdoba intenzity elektrického pole, nahrazením náboje magnetickým množstvím. Skutečnou fyzikální souvislost s magnetickou indukcí lze zapsat vztahem:
{\displaystyle \mathbf {B} =\mu _{0}(\mathbf {H} +\mathbf {M} )}.
Ve vakuu jsou obě veličiny souhlasné a jejich velikosti a fyzikální rozměry se liší pouze o multiplikativní konstantu, permeabilita vakua.
Rozdíl však je podstatný v látkovém prostředí. Intenzita magnetického pole popisuje magnetické pole, jako by bylo vytvářeno pouze volnými proudy. Diametrálně se pak obě veličiny liší v prostředích s permanentní magnetizací bez volných proudů, kdy mohou mít úplně opačný směr a pole jimi popsaná mají jiný charakter (vírové u indukce a zřídlové u intenzity).
V elektrotechnických aplikacích je někdy praktické oba přístupy popisu pole kombinovat – např. popisovat vnější magnetické pole cívky s jádrem pomocí intenzity a pole uvnitř jádra pak pomocí indukce.